# Contopus nigrescens
Contopus nigrescens е вид птица от семейство Tyrannidae.

## Разпространение
Видът е разпространен в Бразилия, Еквадор, Гвиана и Перу.